# Mensskydd

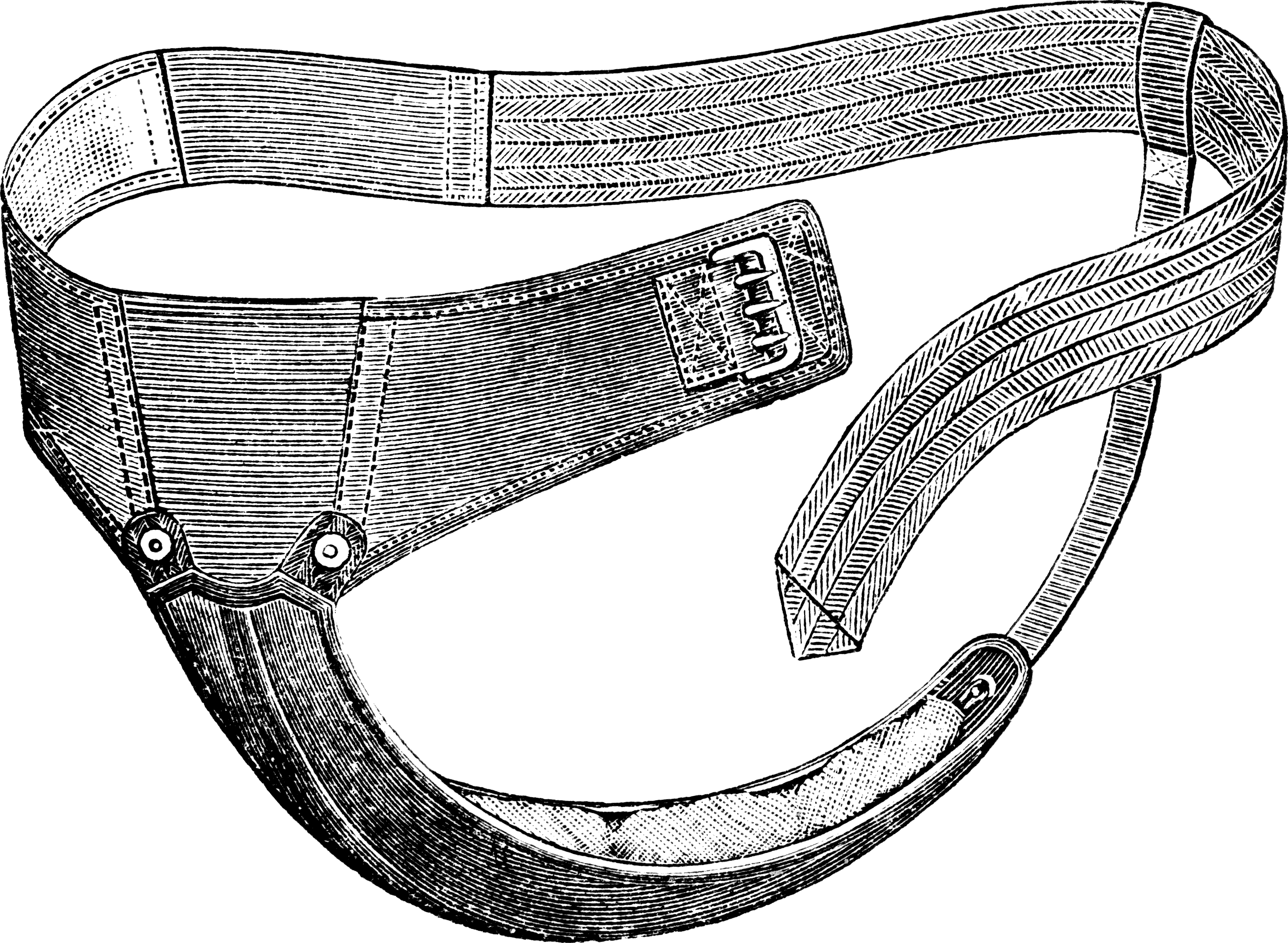
Ett tidigt kommersiellt mensskydd i form av ett menstruationsbälte. Illustration från 1911.

Mensskydd är ett samlingsnamn för hygienartiklar, och till viss del naturprodukter, som används under menstruationen för att samla upp menstruationsblodet. Mensskyddens utseende, funktion och användning varierar mellan olika historiska kontexter och kulturer och är beroende av vilka behov som anses finnas för kvinnor att dölja sin menstruation och även vilka teknologiska och ekonomiska möjligheter som finns tillgängliga. 

## Olika typer av mensskydd

### Tygstycke
I de samhällen där kommersiella mensskyddsprodukter inte är tillgängliga för kvinnor, av ekonomiska, kulturella eller andra skäl, är ett enkelt tygstycke eller tygtrasa ett vanligt förekommande sätt att hantera och samla mensblodet. Tygstycket är det vanligaste mensskyddet i exempelvis Nigeria, och kräver tillgång till rent vatten för tvätt och underhållet av materialet som kan användas till upp i ett år innan det behöver ersättas.

### Binda

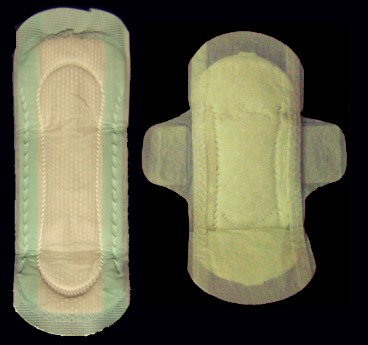
Engångsbindor utan och med vingar

En binda består av absorberande material som sitter fästa i underkläderna och på så sätt absorberar mensflödet utanför kroppen. För att få bindan att sitta kvar har den ibland vingar eller en klistrad baksida. Engångsvarianter är tillverkade av cellulosamaterial medan bindor som återanvänds till exempel kan vara gjorda av bomull, flanell eller frotté.
Ett trosskydd fungerar efter samma princip som bindor men är mindre och tunnare och används vid lättare mens, mellanblödningar och flytningar, eller som komplement till exempelvis tampong.

### Tampong

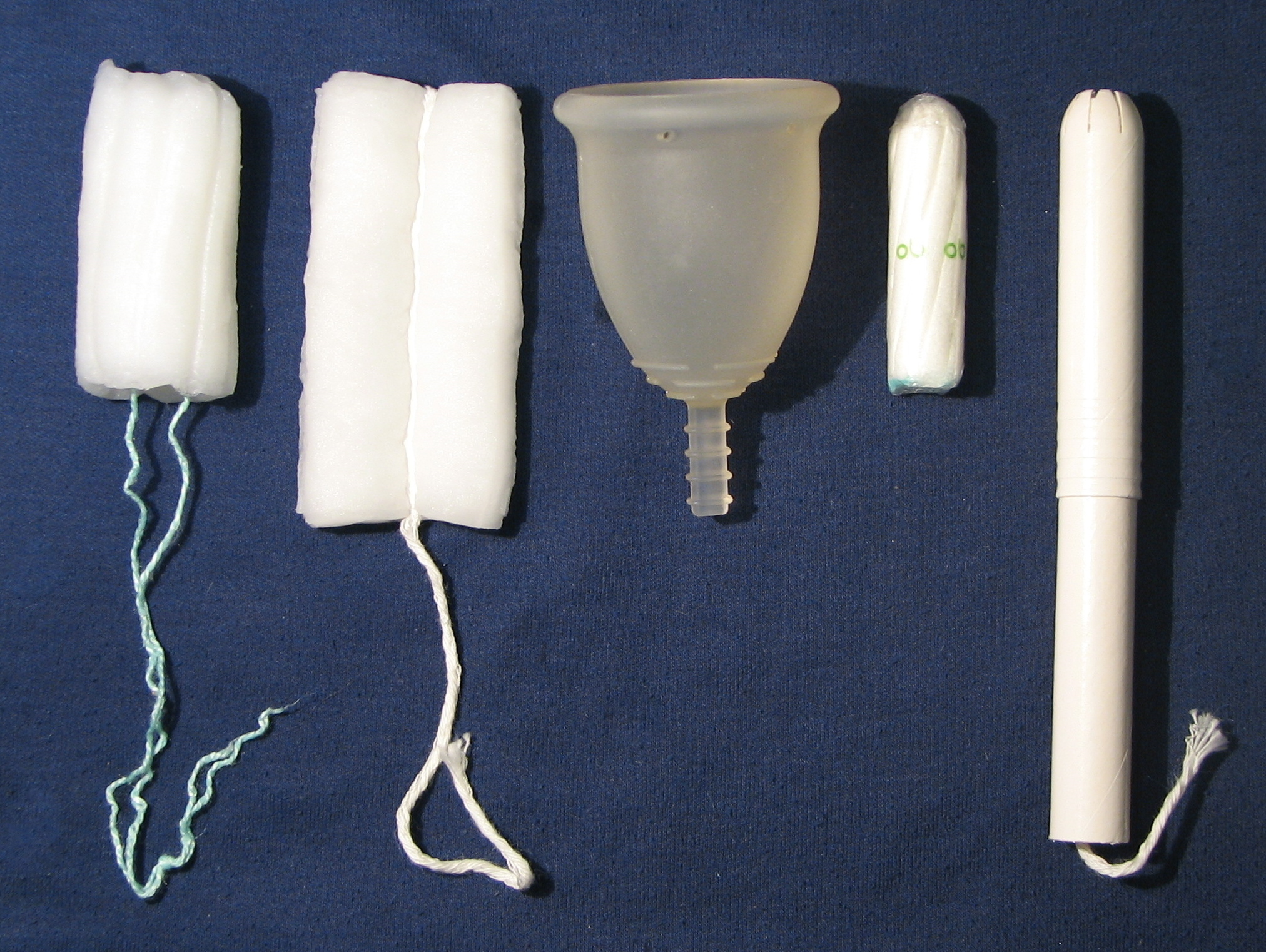
Olika typer av tamponger och i mitten en menskopp. Tampongen längst till höger har en applikator.

En tampong består av absorberande material som förs in i slidan där mensblod och slidsekret absorberas. De flesta tamponger har ett snöre som underlättar uttagningen. Vissa tamponger, exempelvis Tampax, är försedda med en applikator som används för att sätta tampongen på plats.  
På marknaden finns även tamponger impregnerade med mjölksyrabakterier i syfte att bevara den naturliga bakteriefloran i slidan, vars effekt och syfte har ifrågasatts av forskningen.
Utöver tamponger finns även natursvamp som används som tampong och som går att återanvända.

### Menskopp
Menskoppen är gjord av silikon, naturgummi eller plastmaterial som bärs i slidan där den samlar upp mensflödet. De flesta menskoppar är återanvändningsbara, dessa töms när de är fulla och tvättas med tvål och vatten och efter mensturationen är slut rengörs den genom att kokas för att sedan användas i nästa menscykel. Som mensskydd är den återanvändningsbara menskoppen ett hållbart alternativ, både miljömässigt och ekonomiskt. Vissa menskoppar, som exempelvis av märket Instead, kastas efter användning. Preventivmedlet pessar kan även användas som menskopp.

### Menstrosor
Menstrosor är trosor som är speciellt utformad för att absorbera menstruation. Menstrosor är tillverkade av bomull och har en absorberande del som består av flera lager för att samla upp menstruationsblod.

## Historia

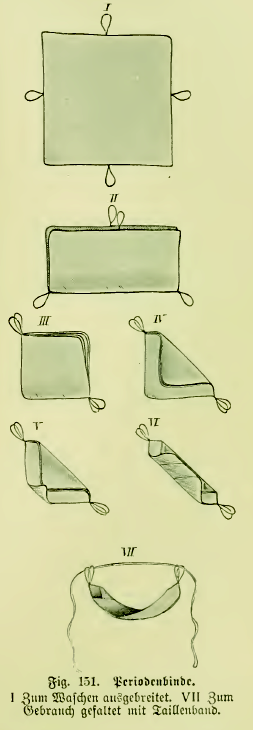
Instruktion för hur ett tygstycke viks för att användas som mensskydd, så kallad stoppduk. Nedtill demonstreras hur stoppduken fästs med snöre i linningen. Från den tyska boken "Kvinnan som husläkare", år 1911.

I forntida Egypten, Romarriket och Indonesien användes diverse naturmaterial, ull, gräs, papyrus, som tamponger. I forntida Japan var tampongen gjord av papper och hölls på plats av en särskild binda kallad kama, och byttes upp till tolv gånger per dag.
I 1700-talets Sverige använde inte allmogesamhällets kvinnor, vad man vet, inte något mensskydd och synliga mensfläckar på kläderna väckte ingen särskild uppmärksamhet. Ett vanligt uttryck för att menstruera var under denna tid att "ha på kläderna" eller "ha på särken".
Troligen använde man sig av tygstycken eller särskilda trasor för att samla upp menstruationsvätskan. 
Det finns emellertid få uppgifter om menstruationsskydd från tiden innan industrialiseringen. Som föremål har det som använts som mensskydd av olika slag inte i någon särskild mening sparats eller överlevt eftersom de tygstycken som använts har kastats när de blivit utslitna eller behovet av dem upphört i samband med klimakteriet. Men i takt med den teknologiska utvecklingen introduceras även kommersiella hygienartiklar i form av dambindan, även kallad sanitetsbindan. I Sverige skedde detta i slutet av 1800-talet och har kopplats till ett ökat fokus på renlighet, personlig hygien och hälsa som skedde under den tidiga delen av 1900-talet i spåren av urbaniseringen. I slutet av 1800-talet hade också den första kommersiella dambindan introducerats på den amerikanska marknaden av Johnson & Johnson. Det var en variant av dambinda gjord av flanell.
Det är i huvudsak annonser och produktinformation för mensskydd som ligger till grund för den kunskap som finns om mensskyddens historia.

### Kommersiella mensskydd under tidigt 1900-tal

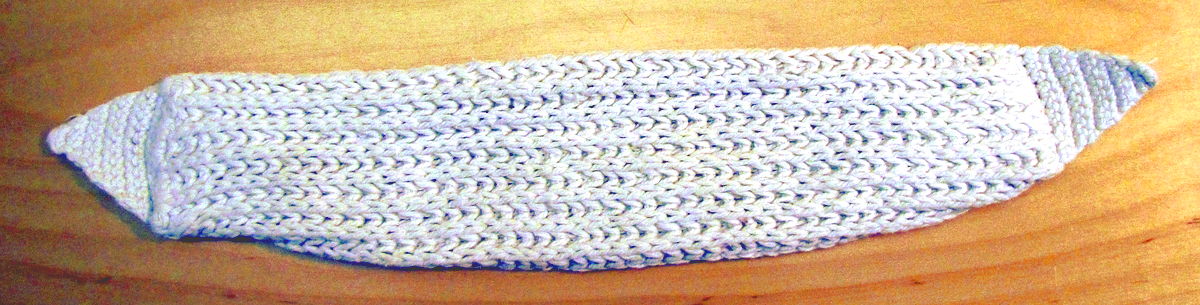
Hemstickad binda från år 1928.

Sanitetsbindorna kunde vara gjorda av bomullstrikå, stickade eller virkade och fylld med trasor. De kunde vara hemmagjorda för eget bruk eller för försäljning och fabriksproducerade, exempelvis i de svenska orterna som hade textilindustri.
Menstruationsrecipienten var den allra tidigaste hygienartikeln som lanserades som mensskydd i Sverige, vilket skedde redan 1879. Den var gjord i gummi, som mycket av dåtidens hygienartiklar, och liknade ett skålformat hölje som skulle sitta utanpå underlivet. Menstruationsrecipienten bedöms inte vunnit någon vidare popularitet.
Under första halvan av 1900-talet utvecklades också de tidiga intravaginala mensskydden som i det närmaste kan liknas vid menskoppen, och en tidig patent finns från 1903.
Menstruationsbälten var en annan form som mensskydden tog och började dyka upp under slutet av 1800-talet. De var gjorda så att själva bindan låg inbäddad i en särskild hållare som fästes runt höften med hjälp av bältet. Bindan i dessa konstruktioner omnämns som sugdyna i patenttexterna, som exempelvis i "Sugdyna för menstruationer" ett patent från 1889. Priset för ett menstruationsbälte kunde ligga mellan 2,75 - 3,50 kr och till det behövdes även dynor köpas för ca 4-5 kr styck, beroende på packstorleken. Av de prisuppgifter som finns tillgängliga har slutsatsen dragits att mensskydd var kostsamma inköp som inte var självklara för alla.
Sanitetsgördel kan ses som en modern version av menstruationsbältet men mer utformad som en gördel. Gördelns funktion är att hålla bindan på plats och samtidigt ge användaren en större rörlighet. Den introducerades i Sverige under 1940-talet och fanns i användning till  in på 1960-talet. Under 1970-talet introducerades den självhäftande remsan på bindans undersida som gjorde att den kunde fästas i underkläderna och hållas på plats utan hjälp av gördel, säkerhetsnål eller bälte.

## Hälsorisker
Under senare delen av 1970-talet skedde ett skifte i de material som användes i tamponger. Från att ha varit gjorda av bomull gick producenterna över till syntetiska material, i ett sätt att möta kundernas önskemål om ökad absorption. Den dittills mest absorberande tampongen introducerades på marknaden under den tiden, i form av "Rely" från amerikanska Procter & Gamble. Hälsovårdsmyndigheterna i USA kunde inom några år koppla den nya tampongen till flera fall av infektionssjukdomen Toxic shock syndrome, som år 1980 orsakade 38 dödsfall i USA, och de kunde fastslå att orsaken fanns i de ämnen som Rely innehöll, och produkten togs bort från marknaden. Utbrottet av Toxic shock syndrome ledde till att myndigheterna införde hårdare kontroller av tampongindustrin och standardisering av produkternas absorptionsförmåga mellan olika märken och producenter, i ett led att underlätta för konsumenterna. Sjukdomen kallas även tampongsjuka på svenska och den har blivit ovanlig i samband med tamponganvändning. Den är desto vanligare vid hudinfektioner och till exempel bihåleinflammation.

## Miljöpåverkan
Den som använder diverse engångsprodukter som mensskydd förbrukar under sin livstid ungefär 11 000 individuella mensskydd (bindor eller tamponger), vilket motsvarar 100-140 kilo avfall.  Kopplingen mellan mensskydd och miljöpåverkan har uppmärksammats när miljömedvetenheten blivit starkare, men så sent som under 1970-talet uppmanade reklamen för bindor att det enkelt gick att spola ner dem i toaletten och att det var en del av bekvämligheten med att använda produkten. I Sverige ska mensskydd inte spolas ner i toaletten, utan slängas bland hushållssoporna, eftersom det kan orsaka stopp eller skada vattenpumpar.
Andra miljöeffekter kommer av att tillverkningsprocessen av de konventionella mensskydden orsakar vattenföroreningar.

## Marknadsföring
Den tidiga reklamen för den första typen av kommersiella mensskydd gavs en undanskymd plats i tidningar riktade mot kvinnor. Både Svensk Damtidning och Idun hade speciellt avdelade sidor längst bak för dessa annonser framtill 1910-talet när reklamen började spridas ut i tidningarna.
Under 1900-talet skiftade budskapet i marknadsföringen av kommersiella mensskydd i takt med att kvinnans roll i samhället förändrades. I krigstider låg fokus på att kvinnan måste kunna ta aktiv del i arbetslivet med hjälp av mensskydden, och marknadsföringen innehöll under den tiden längre meningar än den marknadsföring som riktade sig mot kvinnor senare under efterkrigstiden, som då i stället fokuserade på kvinnan knuten till hemmet. Hon omtalades i reklamen återigen som "flickan" i stället för "kvinnan" som hade använts under 1940-talet. Inte förrän under senare delen av 1980-talet började reklamen åter tala om "kvinnan" igen.
Ett tema i budskapet från den kommersiella marknadsföringen för mensskydd som går att spåra till tidiga 1900-talet är att berätta om risken med att bli påkommen med att ha mens och hur produkten i fråga effektivt och säkert kan lösa problemet, ofta med hänvisning till att lösningen är vetenskaplig. Amerikanska mensskyddsproducenten Kotex hade exempelvis en reklam 1925 med titeln "Your fear" (Din fruktan). Det var en del av den "kommersiella strategin" att underblåsa riskerna och de vardagliga problemen med menstruationen för att genom det skapa ett behov för sina produkter.
Senare reklam för mensskydd utmärkte sig genom att betona psykologiska aspekter före produktens funktionalitet och tekniska sammansättning då ord som "fri" och "självsäker" var mycket mer frekvent än exempelvis ordet "absorberande".
I marknadsföringen för mensskydd, från 1990-talet och framåt, är det vanligt att visa en idealiserad bild av kvinnan och reklam förekommer även ofta där kvinnor överhuvudtaget inte ingår.

## Debatt om moms på mensskydd och gratis mensskydd

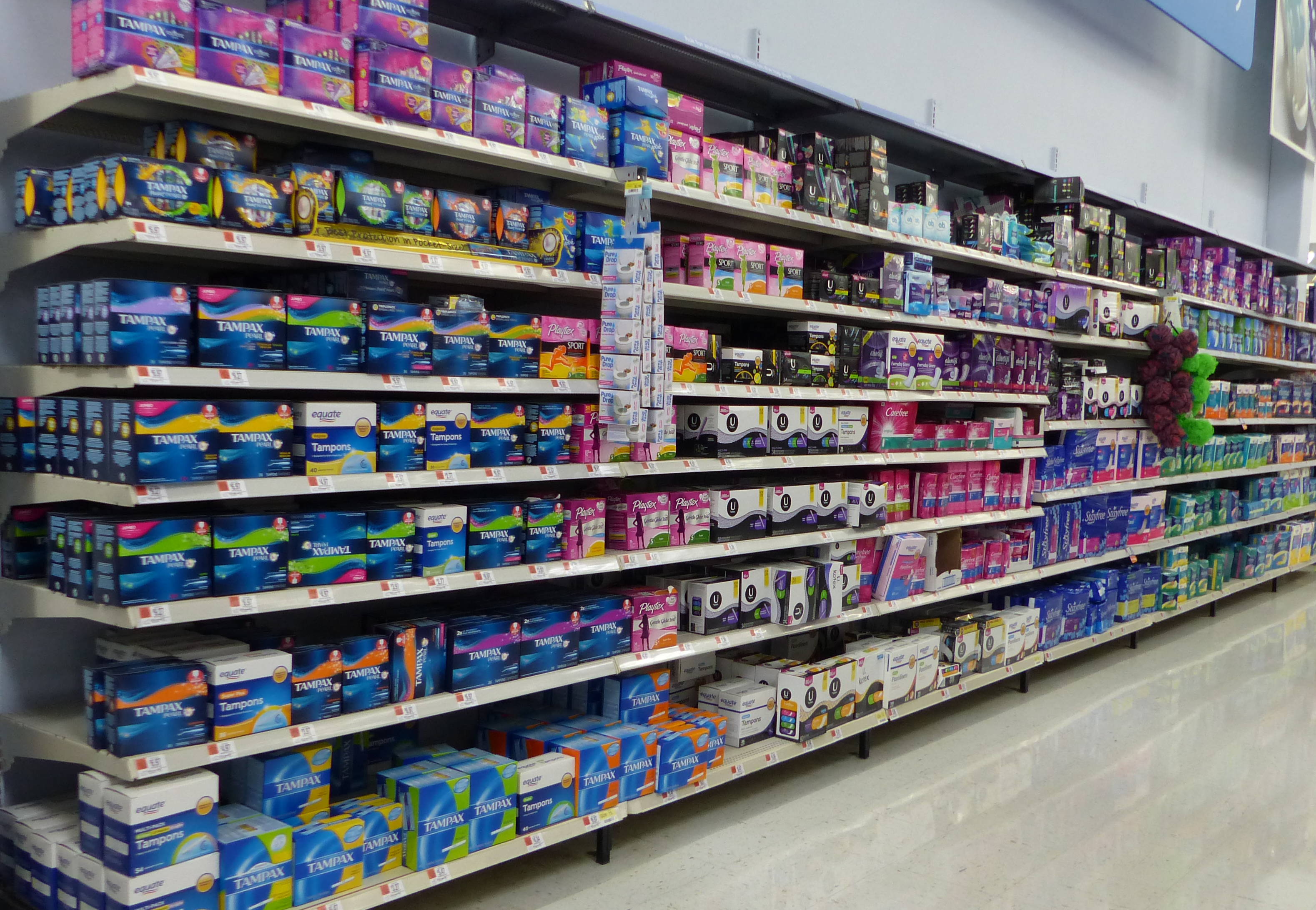
En hylla med förpackningar med bindor och tamponger i olika märken på ett Walmart-varuhus i USA.

I flera länder har kampanjer drivits som förespråkar slopad mervärdesskatt på mensskydd, ibland kallad tampongskatt, som ett sätt att sänka utgifterna för kvinnor och öka tillgängligheten på hygieniska mensskydd. Bakgrunden är ofta att mensskydd i dessa länder har en förhållandevis hög moms för att de räknas som lyxvara och inte som en nödvändig hälsoprodukt. Så är fallet exempelvis i Australien där en sådan omklassificering av mensskydden skulle innebära en lägre moms. I Storbritannien har mensskydden en liknande klassificering som även där är grund för att mensskydd har en högre moms än exempelvis kängurukött, som enligt brittiska skattemyndigheten anses vara en nödvändig vara för ett välfungerande samhälle. Momsdirektiven från Europaparlamentet ändrades i mars 2017 till att tillåta EU:s medlemsländer att helt slopa moms på sansitetsprodukter som mensskydd.
I Sverige har vissa sportföreningar under 2010- och 2020-talen varit tydliga med att de kommer att dela ut gratis mensskydd till sina spelare, detta för att motverka tabu och jämställdhetsfrågor i sporten.

### Indien
2017 genomförde regeringen i Indien ändringar i momslagen och inför ändringarna hördes krav från politiker och allmänhet om att momsen skulle slopas för mensskydd. I Indien beräknas 70% av de 355 miljoner menstruerande invånarna inte ha råd att köpa mensskydd. Parlamentsledamoten Sushmita Dev startade en kampanj i februari 2017 inför momsreformen för att förespråka slopad moms på mensskydden. Kampanjen fick över 2 miljoner underskrifter och var en av flera försök till att påverka lagstiftarna. Momsreformen i Indien slutade med att momsen sänktes från 14,5% till den näst högsta momssatsen på 12%.

### Skottland
Skottland blev 2020 det första landet i världen att erbjuda landets alla kvinnor gratis mensskydd. Bindor och tamponger kan hämtas ut på exempelvis fritidsgårdar och apotek. Det finansieras med skattepengar.

### USA

Karta över vilka delstater i USA som hade moms på mensskydd 2015, markerade i rött.

I USA har 40 delstater moms på mensskydd. Delstaten Kalifornien beräknar att momsintäkterna på försäljningen av olika typer av mensskydd uppgår till 20 miljoner dollar. I delstaten Wisconsin är potensmedlet Viagra undantaget från moms medan mensskydd inte är det, vilket har fått demonstranter att kalla lagen för könsdiskriminerande och kräva att även mensskydd undantas momsen. I debatten har momsen på mensskydd, när den är grundad på klassificeringen som lyxvara, förklarats med att det tabu som varit knutet till menstruation hindrat samhället från att diskutera och ta fram förändrad lagstiftning. Frågan fick stor uppmärksamhet I USA i januari 2016 när dåvarande President Obama uttalade sig om att det var orättvist med moms på mensskydd och att han antog att det berodde på att det är män som skapat lagarna. Många av förespråkarna för att slopa moms på mensskydd i USA argumenterar för att det är felaktigt att räkna det som lyxvara i stället för grundläggande hälsoprodukt, som menstruerande kvinnor inte kan välja bort.